# Češkoslovaška hokejska liga
Češkoslovaška hokejska liga je bila najvišje hokejsko ligaško tekmovanje na Češkoslovaškem, ki je potekalo med letoma 1936 in 1993. Najuspešnejši klub je HC Dukla Jihlava z dvanajstimi naslovi češkoslovaškega prvaka.

## Po letih
- 1936/1937 - LTC Praha
- 1937/1938 - LTC Praha
- 1945/1946 - LTC Praha
- 1946/1947 - LTC Praha
- 1947/1948 - LTC Praha
- 1948/1949 - LTC Praha
- 1949/1950 - ATK Praha
- 1950/1951 - SKP České Budějovice
- 1951/1952 - VŽKG Ostrava
- 1952/1953 - Spartak Praha Sokolovo
- 1953/1954 - Spartak Praha Sokolovo
- 1954/1955 - Rudá Hvězda Brno
- 1955/1956 - Rudá Hvězda Brno
- 1956/1957 - Rudá Hvězda Brno
- 1957/1958 - Rudá Hvězda Brno
- 1958/1959 - SONP Kladno
- 1959/1960 - Rudá Hvězda Brno

- 1960/1961 - Rudá Hvězda Brno
- 1961/1962 - Rudá Hvězda Brno
- 1962/1963 - ZKL Brno
- 1963/1964 - ZKL Brno
- 1964/1965 - ZKL Brno
- 1965/1966 - ZKL Brno
- 1966/1967 - HC Dukla Jihlava
- 1967/1968 - HC Dukla Jihlava
- 1968/1969 - HC Dukla Jihlava
- 1969/1970 - HC Dukla Jihlava
- 1970/1971 - HC Dukla Jihlava
- 1971/1972 - HC Dukla Jihlava
- 1972/1973 - Tesla Pardubice
- 1973/1974 - HC Dukla Jihlava
- 1974/1975 - SONP Kladno
- 1975/1976 - SONP Kladno
- 1976/1977 - SONP Kladno

- 1977/1978 - SONP Kladno
- 1978/1979 - HC Slovan Bratislava
- 1979/1980 - Poldi Kladno
- 1980/1981 - TJ Vítkovice
- 1981/1982 - HC Dukla Jihlava
- 1982/1983 - HC Dukla Jihlava
- 1983/1984 - HC Dukla Jihlava
- 1984/1985 - HC Dukla Jihlava
- 1985/1986 - VSŽ Košice
- 1986/1987 - Tesla Pardubice
- 1987/1988 - VSŽ Košice
- 1988/1989 - Tesla Pardubice
- 1989/1990 - Sparta Praha
- 1990/1991 - HC Dukla Jihlava
- 1991/1992 - Dukla Trenčín
- 1992/1993 - Sparta Praha

## Najboljši igralci

### Najboljši strelci
| Sezona  | Igralec                       | Klub                         | Goli |
| ------- | ----------------------------- | ---------------------------- | ---- |
| 1936/37 | Josef Maleček                 | LTC Prag                     | 16   |
| 1937/38 | Mike Buckna                   | LTC Prag                     | 14   |
| 1945/46 | Vladimír Kobranov             | I. ČLTK Prag                 | 10   |
| 1946/47 | Vladimír Zábrodský            | LTC Prag                     | 17   |
| 1947/48 | Vladimír Kobranov             | I. ČLTK Prag                 | 20   |
| 1948/49 | Vladimír Zábrodský            | LTC Prag                     | 19   |
| 1949/50 | Antonín Bubník                | ATK Prag                     | 26   |
| 1950/51 | Čeněk Pícha                   | SKP České Budějovice         | 24   |
| 1951/52 | Oldřich Seiml Miroslav Kluc   | HC Vítkovice Chomutov        | 23   |
| 1952/53 | Miroslav Kluc                 | Chomutov                     | 33   |
| 1953/54 | Vladimír Zábrodský            | Spartak Prag Sokolovo        | 30   |
| 1954/55 | Miroslav Kluc                 | Chomutov                     | 25   |
| 1955/56 | Miroslav Kluc                 | Chomutov                     | 26   |
| 1956/57 | Vladimír Zábrodský            | Spartak Prag Sokolovo        | 33   |
| 1957/58 | Václav Pantůček               | RH Brno                      | 27   |
| 1958/59 | Vladimír Zábrodský            | Spartak Prag Sokolovo        | 23   |
| 1959/60 | Ján Starší                    | HC Slovan Bratislava         | 28   |
| 1960/61 | Václav Pantůček Jozef Golonka | RH Brno HC Slovan Bratislava | 35   |
| 1961/62 | Josef Vimmer                  | SONP Kladno                  | 38   |
| 1962/63 | Jaroslav Volf                 | SONP Kladno                  | 28   |
| 1963/64 | Josef Černý                   | ZKL Brno                     | 44   |
| 1964/65 | Zdeněk Špaček                 | Tesla Pardubice              | 33   |
| 1965/66 | Jan Klapáč                    | ASD Dukla Jihlava            | 41   |
| 1966/67 | Václav Nedomanský             | HC Slovan Bratislava         | 40   |
| 1967/68 | Jan Havel                     | HC Sparta Prag               | 38   |

| Sezona  | Igralec                        | Klub                       | Goli |
| ------- | ------------------------------ | -------------------------- | ---- |
| 1968/69 | Jaroslav Jiřík                 | ZKL Brno                   | 36   |
| 1969/70 | Josef Černý                    | ZKL Brno                   | 32   |
| 1970/71 | Jan Havel                      | HC Sparta Prag             | 32   |
| 1971/72 | Václav Nedomanský              | HC Slovan Bratislava       | 31   |
| 1972/73 | Július Haas                    | HC Slovan Bratislava       | 32   |
| 1973/74 | Václav Nedomanský              | HC Slovan Bratislava       | 46   |
| 1974/75 | Milan Nový                     | Poldi Kladno               | 44   |
| 1975/76 | Milan Nový                     | Poldi Kladno               | 32   |
| 1976/77 | Milan Nový                     | Poldi Kladno               | 59   |
| 1977/78 | Jaroslav Pouzar                | HC České Budějovice        | 42   |
| 1978/79 | Vladimír Martinec              | Tesla Pardubice            | 42   |
| 1979/80 | Vincent Lukáč                  | VSŽ Košice                 | 43   |
| 1980/81 | Jiří Lála                      | Dukla Jihlava              | 40   |
| 1981/82 | Igor Liba                      | VSŽ Košice                 | 35   |
| 1982/83 | Vincent Lukáč                  | Dukla Jihlava              | 49   |
| 1983/84 | Vladimír Růžička               | CHZ Litvínov               | 31   |
| 1984/85 | Vladimír Růžička Oldřich Válek | CHZ Litvínov Dukla Jihlava | 38   |
| 1985/86 | Vladimír Růžička               | CHZ Litvínov               | 41   |
| 1986/87 | Jan Jaško                      | HC Slovan Bratislava       | 33   |
| 1987/88 | Vladimír Růžička               | Dukla Trenčín              | 38   |
| 1988/89 | Vladimír Růžička               | Dukla Trenčín              | 46   |
| 1989/90 | Robert Reichel                 | HC Chemopetrol Litvínov    | 49   |
| 1990/91 | Ladislav Lubina                | HC Pardubice               | 41   |
| 1991/92 | Žigmund Pálffy                 | Dukla Trenčín              | 41   |
| 1992/93 | Jan Čaloun                     | CHZ Litvínov               | 44   |

### Najboljši po točkah
| Sezona  | Igralec           | Klub                    | Točke | Podaje | Goli |
| ------- | ----------------- | ----------------------- | ----- | ------ | ---- |
| 1961/62 | Jozef Golonka     | HC Slovan Bratislava    | 50    | 32     | 18   |
| 1962/63 | Jiří Dolana       | HC Pardubice            | 43    | 27     | 16   |
| 1963/64 | Josef Černý       | TJ ZKL Brno             | 56    | 44     | 12   |
| 1964/65 | Jan Klapáč        | ASD Dukla Jihlava       | 42    | 34     | 8    |
| 1965/66 | Jaroslav Holík    | ASD Dukla Jihlava       | 69    | 27     | 42   |
| 1966/67 | Václav Nedomanský | HC Slovan Bratislava    | 60    | 20     | 40   |
| 1967/68 | Jan Havel         | HC Sparta Prag          | 54    | 39     | 15   |
| 1968/69 | Jan Suchý         | ASD Dukla Jihlava       | 54    | 28     | 26   |
| 1969/70 | Jiří Kochta       | HC Sparta Prag          | 52    | 25     | 27   |
| 1970/71 | Václav Nedomanský | HC Slovan Bratislava    | 55    | 37     | 18   |
| 1971/72 | Václav Nedomanský | HC Slovan Bratislava    | 56    | 35     | 21   |
| 1972/73 | Milan Nový        | Poldi Kladno            | 56    | 39     | 17   |
| 1973/74 | Václav Nedomanský | HC Slovan Bratislava    | 74    | 46     | 28   |
| 1974/75 | Ivan Hlinka       | CHZ Litvínov            | 78    | 36     | 42   |
| 1975/76 | Milan Nový        | Poldi Kladno            | 57    | 35     | 22   |
| 1976/77 | Milan Nový        | Poldi Kladno            | 89    | 59     | 30   |
| 1977/78 | Milan Nový        | Poldi Kladno            | 75    | 40     | 35   |
| 1978/79 | Marian Štastný    | HC Slovan Bratislava    | 74    | 39     | 35   |
| 1979/80 | Vincent Lukáč     | VSŽ Košice              | 67    | 43     | 24   |
| 1980/81 | Milan Nový        | Poldi Kladno            | 80    | 32     | 48   |
| 1981/82 | Milan Nový        | Poldi Kladno            | 67    | 29     | 38   |
| 1982/83 | Vincent Lukáč     | VSŽ Košice              | 68    | 49     | 19   |
| 1983/84 | Vladimír Růžička  | CHZ Litvínov            | 54    | 31     | 23   |
| 1984/85 | Miroslav Ihnačák  | VSŽ Košice              | 66    | 35     | 31   |
| 1985/86 | Vladimír Růžička  | CHZ Litvínov            | 73    | 41     | 32   |
| 1986/87 | David Volek       | HC Sparta Prag          | 52    | 27     | 25   |
| 1987/88 | Jiří Lála         | HC České Budějovice     | 68    | 30     | 38   |
| 1988/89 | Vladimír Růžička  | Dukla Trenčín           | 84    | 46     | 38   |
| 1989/90 | Robert Reichel    | HC Chemopetrol Litvínov | 83    | 49     | 34   |
| 1990/91 | Radek Ťoupal      | Dukla Trenčín           | 82    | 22     | 60   |
| 1991/92 | Žigmund Pálffy    | Dukla Trenčín           | 74    | 41     | 33   |
| 1992/93 | Žigmund Pálffy    | Dukla Trenčín           | 79    | 38     | 41   |